# Homebush Bay, New South Wales

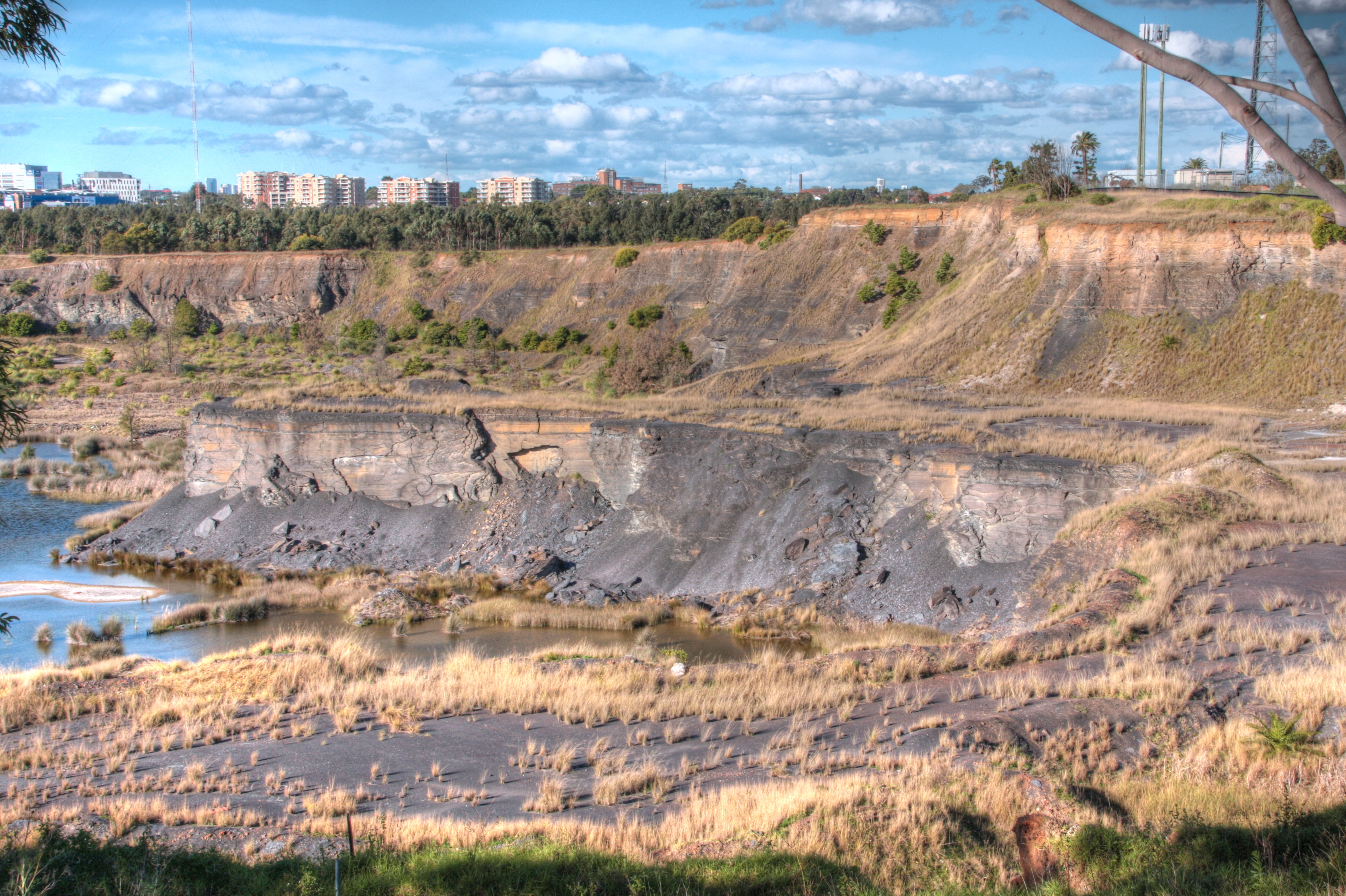
Sydney Olympic Park

Homebush Bay este o suburbie în Sydney, Australia.